# Tanisha
Tanisha Mukherjee  (bengali : তানিশা মুখার্জি), née le 3 mars 1978 à Bombay, est une actrice de cinéma indienne.

## Biographie
Tanisha Mukherjee est née le 3 mars 1978 à Mumbai dans le Maharashtra de Somu Mukherjee et Tanuja qui est également actrice. Elle a une sœur, Kajol, célébrité de Bollywood et l’acteur Ajay Devgan est son beau-frère. En 2010 elle épouse le footballeur Jason avec qui elle entretenait une relation discrète depuis quelques mois.
Elle descend d’une famille d’acteurs indiens originaires du Bengale et du Maharashtra. Tanisha vient d’une famille phare du cinéma indien qui est présente dans les films de Bollywood depuis les années 1940. Les membres de sa famille comprennent : son grand-père paternel Sashadhar Mukerji (en), ses oncles Joy Mukherjee (en) et Deb Mukherjee (en), son arrière-grand-mère Rattan Bai, sa grand-mère Shobhna Samarth et sa tante Nutan. 
Son grand-père paternel était un réalisateur et producteur respecté qui a joué un grand rôle dans l’industrie cinématographique de Bombay. Son épouse, Satirani Devi, grand-mère de Tanisha, était la sœur de trois grandes personnalités du cinéma : Ashok Kumar, Anup Kumar (en) et Kishore Kumar.
Elle a partagé la vie de l’acteur Uday Chopra qu’elle a rencontré sur le tournage du film Neal'N'Nikki mais ils se sont séparés en 2007.

## Carrière
Au cinéma, son premier film est Sssshhh... (en) où elle donne la réplique à Dino Morea, mais le film n’a pas rencontré un grand succès. 
Elle signe son premier succès avec Sarkar aux côtés d’Amitabh Bachchan et d’Abhishek Bachchan réalisé par Ram Gopal Varma. En 2006, Tanisha décroche le premier rôle dans Neal'N'Nikki où elle joue avec son compagnon Uday Chopra.
Son film en tamoul intitulé Unnale Unnale (en), dernier film réalisé par Jeeva (en) et avec le jeune acteur Vinay Rai (en) a été acclamé par la critique. 
En 2008, Tanisha apparaît dans One Two Three (en), une comédie réunissant plusieurs stars et Sarkar Raj, suite de Sarkar. 

## Filmographie
| Année | Film                           | Rôle           | Partenaires                                        | Langue   |
| ----- | ------------------------------ | -------------- | -------------------------------------------------- | -------- |
| 2003  | Sssshhh... (en)                | Mahek Gujral   | Prem Krishen (en), Dino Morea, Simone Singh (en)   | Hindi    |
| 2004  | Popcorn Khao! Mast Ho Jao (en) | Tania          | Akshay Kapoor (en), Rashmi Nigam (en)              | Hindi    |
| 2005  | Tango Charlie (en)             | Lachchi        | Bobby Deol, Sanjay Dutt, Ajay Devgan               | Hindi    |
| 2005  | Sarkar                         | Avantika       | Abhishek Bachchan, Katrina Kaif, Amitabh Bachchan  | Hindi    |
| 2005  | Neal'N'Nikki                   | Nikkita Bakshi | Uday Chopra, Abhishek Bachchan                     | Hindi    |
| 2007  | Unnale Unnale (en)             | Deepika        | Vinay Rai (en), Sadha (en)                         | Tamoul   |
| 2008  | One Two Three (en)             | Chandni        | Tusshar Kapoor (en), Esha Deol, Sameera Reddy      | Hindi    |
| 2008  | Kantri (en)                    | Priya          | Jr NTR, Hansika Motwani                            | Telougou |
| 2008  | Sarkar Raj                     | Avantika       | Abhishek Bachchan, Aishwarya Rai, Amitabh Bachchan | Hindi    |
| 2008  | Mukti                          | Hasi           | Tanuja, Soumitra Chatterjee, Vidya Balan           | Bengali  |
| 2009  | Tum Milo Toh Sahi              |                |                                                    | Hindi    |